# Rick Parfitt

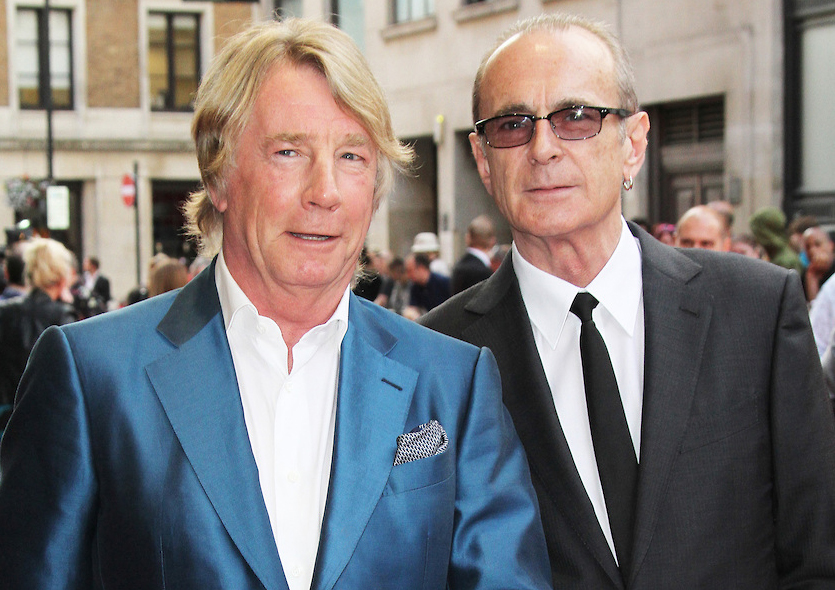
Parfitt och Francis Rossi 2013.

Richard John "Rick" Parfitt, född 12 oktober 1948 i Woking i Surrey, död 24 december 2016 i Marbella i Spanien, var kompgitarrist, sångare och låtskrivare i det brittiska boogierock-bandet Status Quo.
Rick Parfitt kom med i Status Quo 1967 precis innan inspelningen av gruppens debutskiva Picturesque Matchstickable Messages from the Status Quo, och var sedan dess kärnan i bandet tillsammans med leadgitarristen och sångaren Francis Rossi.
Rick Parfitt var med och skrev några av bandets mest framgångsrika låtar som "Whatever You Want", "Rain", "Again and Again" och "Roll Over Lay Down".
Efter bandets officiella upplösning 1984 spelade Parfitt året därpå in ett soloalbum som dock aldrig blev utgivet. En del av låtarna från albumet har spelats in igen av Status Quo och använts som b-sidor till senare singlar. Under den tiden lärde han känna John 'Rhino' Edwards (bas) och Jeff Rich (trummor), vilka sedan blev permanenta medlemmar i bandet, då Parfitt ihop med kompanjonen Rossi startade upp gruppen igen med samma namn. 1986 släpptes albumet "In the Army Now", vilket blev en av deras mest sålda skivor. 
Det hårda livet som rockstjärna satte också sina spår och hans smeknamn WOMORR ("Wild Old Man of Rock and Roll") var inte utan orsak. Förutom drogmissbruk under 1980-talet så blev han i maj 1997 akut inlagd och hjärtopererad med en fyrdubbel bypassoperation, men stod på scenen igen i augusti samma år; och i december år 2005 var han inlagd för en undersökning för misstänkt strupcancer, vilken visade sig vara godartad. Han kämpade sedan dess en del med sin sångröst, men gjorde en bejublad comeback till deras inspelning i maj 2006 av DVD:n "Just Doin' It" som släpptes hösten 2006. På de senaste skivorna skrev han även några självreflekterande ballader som "This is me" och "One by One".
Rick Parfitt hade tillsammans med Marietta Boeker sonen Rick Parfitt Jr som också är sångare och gitarrist. Paret hade även en dotter som hette Heidi Marie Elizabeth Parfitt. Hon drunknade i parets pool 1980. 
Med Patty Beeden fick han sonen Harry.
Rick Parfitt och hans fru Lyndsay Whitburn fick tvillingar 26 maj 2008, Tommy Oswald Parfitt och Lily Rose Parfitt.
Den 24 december 2016 avled han på ett sjukhus i Marbella i Spanien av en svår infektion efter en operation för en axelskada.
23 mars 2018 utgavs hans eget soloalbum Over and Out.

## Diskografi

### Status quo
- 1968 – Picturesque Matchstickable Messages from the Status Quo
- 1969 – Spare Parts
- 1970 – Ma Kelly's Greasy Spoon
- 1971 – Dog of Two Head
- 1972 – Piledriver
- 1973 – Hello!
- 1974 – Quo
- 1975 – On the Level
- 1976 – Blue for You
- 1977 – Rockin' All Over the World
- 1978 – If You Can't Stand the Heat
- 1979 – Whatever You Want
- 1980 – Just Supposin'
- 1981 – Never Too Late
- 1982 – 1+9+8+2
- 1983 – Back to Back
- 1986 – In the Army Now
- 1988 – Ain't Complaining
- 1989 – Perfect Remedy
- 1991 – Rock 'Til You Drop
- 1994 – Thirsty Work
- 1996 – Don't Stop
- 1999 – Under the Influence
- 2000 – Famous in the Last Century
- 2002 – Heavy Traffic
- 2003 – Riffs
- 2005 – The Party Ain't Over Yet
- 2007 – In Search of the Fourth Chord
- 2011 – Quid Pro Quo
- 2013 – Bula Quo!
- 2014 – Aquostic (Stripped Bare)
- 2016 – Aquostic II: That's a Fact!

### Soloalbum
- 2018 - Over and Out

## Utrustning
- Fender Telecaster
- Gibson SG
- 100 watt Marshall JCM 800 Lead Series amp

## Utmärkelser
- Officer av Brittiska imperieorden

[Redigera Wikidata]